# Anomalorhina osaensis
Anomalorhina osaensis är en skalbaggsart som beskrevs av Jameson, Paucar-cabrera och M. Alma Solis 2003. Anomalorhina osaensis ingår i släktet Anomalorhina och familjen Rutelidae. Inga underarter finns listade i Catalogue of Life.